# Atamànskaia
Atamànskaia - Атаманская (rus) - és una stanitsa del krai de Krasnodar, a Rússia. És a la vora del riu Sossika (afluent del Ieia), a 12 km al nord-oest de Pàvlovskaia i a 135 km al nord-est de Krasnodar.